# خونریزی قهرمانانه
خونریزی قهرمانانه ژانری در سینمای اکشن هنگ کنگ است که راوی اکشن‌های دنباله‌ای با تم دراماتیک و با مفاهیم برادری، وظیفه، افتخار، رستگاری و خشونت می‌باشد. اصطلاح خونریزی قهرمانانه توسط ادیتور مجله قهرمانان شرقی، ریک بیکر (چهره‌پرداز) در اواخر دهه هشتاد میلادی ابداع شد. او با ارجاع به سبک کارگردان‌هایی چون جان وو و رینگو لم این ژانر را فیلم‌های اکشن هنگ کنگی معرفی نموده که ویژگی‌هایی همچون استفاده زیاد از اسلحه و هنرهای رزمی چینی (کنگ‌فو) دارد.  